# Iarba verde de acasă
Iarba verde de acasă este un film românesc din 1977, regizat de Stere Gulea după un scenariu scris de romancierul Sorin Titel. Rolurile principale au fost interpretate de Florin Zamfirescu, Octavian Cotescu, Vasile Nițulescu, Mihai Pălădescu și Ion Caramitru.
Subiectul filmului îl reprezintă reîntoarcerea unui tânăr absolvent de facultate ca profesor de matematică în satul natal, după ce a refuzat anumite compromisuri ce i-ar fi facilitat o viitoare carieră universitară.

## Rezumat
Tânărul Ștefan Corici (Florin Zamfirescu) este un proaspăt absolvent al Facultății de Matematică care dorește să devină asistent universitar la facultate. El este îndrăgostit de Irina (Diana Lupescu), fiica unuia dintre profesorii săi (Ion Cojar). Fata își roagă tatăl să intervină pentru ca Ștefan să obțină un post de asistent la facultate. Profesorul îi sugerează să accepte anumite compromisuri pentru atingerea scopului, dar tânărul refuză.
Dornic să dovedească că poate să se descurce în viață de unul singur și fără intervenții, Ștefan alege să devină profesor de matematică la școala generală din satul natal, Mioveni (județul Argeș). El găsește casa părintească părăsită și ruinată; mama sa murise mai demult, iar tatăl său, Serafim (Vasile Nițulescu), a plecat să muncească pe șantier după o ceartă cu fiul său mai mare, Dumitru (Dorel Vișan), gestionarul magazinului sătesc. Ștefan se mută în casa părintească și se duce pe șantier, încercând în zadar să-și readucă tatăl acasă.
Oamenii din sat sunt contrariați de alegerea tânărului de a veni ca profesor la țară, în condițiile în care toți mai mulți săteni se mutau la oraș. Printre puținii care îl susțin este președintele Sfatului Popular Comunal, nea Vasile (Paul Lavric), un om care are ambiția de a dezvolta localitatea. Ștefan se adaptează treptat cu sarcinile de profesor la școala generală din sat. El reface gospodăria părintească abandonată cu ajutorul lui moș Poldi (Ernest Maftei). Fosta lui iubită îl vizitează la țară și încearcă să-l convingă să se întoarcă la oraș, dar Ștefan refuză, afirmând că vrea să reușească în viață prin puterile lui. Irina pleacă tristă că nu l-a putut convinge. Între timp, Ștefan începe să fie atras de o tânără învățătoare (Mariana Cabanov).
Sosirea inspectorului Ghimboașă (Octavian Cotescu) tulbură situația de la școala din sat. Tânărul profesor Viorel Meteș (Ion Caramitru), ginerele președintelui Sfatului Popular și finul inspectorului, organizează o masă festivă îmbelșugată și-i oferă plocoane, încercând să-l convingă că directorul Tudor Nedelcu (Mihai Pălădescu) este un om îmbătrânit și bolnav, iar școala are nevoie de un director tânăr. Inspectorul organizează o ședință a corpului profesoral în care pune în discuție înlocuirea directorului. Profesorii susțin că Nedelcu este depășit sau se abțin să intervină în discuții; unii dintre ei îl propun pe Meteș ca director. Ștefan Corici îi ia apărarea fostului său profesor, afirmând că opiniile colegilor săi sunt interesate și că, spre deosebire de mulți profesori care au plecat la posturi mai bune, Nedelcu a rămas în sat pentru a-i învăța carte pe copii. Profesorul de matematică reușește să-l convingă și pe președintele Sfatului Popular că schimbarea directorului este un act nedrept față de un profesor care a muncit o viață în acest sat. Vasile îl convinge pe Meteș să-și amâne ambițiile până ce Nedelcu va ieși la pensie.
Tânărul profesor depășește greutățile începutului, el începând să simtă un sentiment de recâștigare a identității. În cele din urmă, tatăl său se întoarce în sat, afirmând că se simte obosit să tot umble prin lume. În scena finală a filmului, Ștefan își înlocuiește tatăl la cosirea ierbii din curtea casei părintești, preluând astfel în mod simbolic conducerea gospodăriei.

## Distribuție

Captură de ecran din film. Profesorul de matematică Ștefan Corici (Florin Zamfirescu).

- Florin Zamfirescu — profesorul de matematică Ștefan Corici[1]
- Octavian Cotescu — inspectorul Ghimboașă
- Vasile Nițulescu — țăranul Serafim Corici, tatăl lui Ștefan
- Mihai Pălădescu — profesorul Tudor Nedelcu, directorul școlii
- Ion Caramitru — profesorul Viorel Meteș, ginerele președintelui Sfatului Popular Comunal
- Ernest Maftei — moș Poldi
- Paul Lavric — nea Vasile, președintele Sfatului Popular Comunal
- Diana Lupescu — Irina, fiica profesorului universitar
- Mariana Cabanov - învățătoarea
- Rodica Mandache — profesoara Chiriacescu
- Dana Dogaru — soția lui Meteș, fiica președintelui
- Melania Ursu — soția lui Dumitru
- Costel Constantinescu — instructorul de partid Burcea
- Val Săndulescu — profesorul Eugen Vârtaciu
- Ion Cojar — profesorul universitar, tatăl Irinei
- Ovidiu Schumacher — profesorul de sport Florin Frânculescu, fost component al lotului național de floretă
- Dorel Vișan — Dumitru Corici, fratele lui Ștefan, gestionarul magazinului sătesc
- Adrian Georgescu — Mitrică, țăran ce muncește pe șantier
- Rodica Popescu-Bitănescu — cântăreața Luci (menționată Rodica Popescu)
- Silvia Năstase
- Radu Gheorghe — clarinetistul Viorel Corojoară
- Petre Gheorghiu-Goe — Costică, șeful gării Mioveni
- Alexandru Vasiliu
- Constantin Florescu
- Dan Ciobanu
- Iuliu Popescu
- Elena Sereda — soția directorului Nedelcu
- Alexandru Manolescu
- Vasile Paraschiva
- Gheorghe Sîrbu
- Ovidiu Georgescu
- Aurel Popescu
- Silvia Rotaru
- Vasile Popa — muncitor pe șantier
- Niță Anastase — potcovar bețiv (rol tăiat la montaj)[1][2]

## Localizarea acțiunii
Acțiunea filmului se petrece într-un sat din județul Argeș. Personajul Ștefan Corici coboară din tren în halta Mioveni, unde este întâmpinat de un fost coleg de școală ce locuia în Micloșani. Mașinile au număr de înmatriculare de județul Argeș.
Perioada în care se petrece acțiunea este anii '70 ai secolului al XX-lea. Pe o cruce de lemn din cimitir lângă care îngenunchează personajul Ștefan Corici stă scris: „Ana Corici 1927-1975”.

## Producție
Scenariul acestui film a fost scris de romancierul Sorin Titel (1935-1985); acesta a prezentat Casei de Filme 4 în februarie 1974 un scenariu literar intitulat „Zilele și nopțile unui profesor”. Realizarea filmului i-a fost încredințată lui Stere Gulea (debutant în filmele de lungmetraj), ca urmare a intervenției convingătoare a lui Toma Caragiu la autoritățile cinematografice din acea vreme. Gulea a realizat un decupaj regizoral, care a fost aprobat de casa de filme la 20 septembrie 1975. Filmul a intrat în faza de producție la 1 noiembrie 1976, cu un deviz limită de 2,9 milioane lei. Rolul principal urma a fi interpretat de actorul Dan Nuțu, iar rolul președintelui C.A.P.-ului de către Toma Caragiu.
Filmările au durat 47 de zile și s-au desfășurat în perioada 4 martie - 28 mai 1977. Prima zi de filmare a avut loc în satul Micloșani din județul Dâmbovița la 4 martie 1977; în acea seară s-a produs un cutremur devastator în care a murit actorul Toma Caragiu, ce urma să joace în film. Din această cauză, filmările au fost suspendate până la 19 martie. Filmul a fost realizat în studiourile Centrului de Producție Cinematografică București. Regizor secund a fost Stelian Stativă. Operatorul Valentin Ducaru a debutat în acest film ca director de imagine.
După finalizarea filmărilor, pelicula a fost vizionată de casa de filme la 9 august. Producătorii au solicitat efectuarea unor filmări de completare și modificarea finalului prevăzut în scenariu. S-a dorit ca finalul să aibă o notă mai optimistă și „să ateste mai convingător și mai clar integrarea tânărului profesor în viața socială a satului”. Filmările de completare s-au desfășurat la 20 august 1977.
Noua variantă, modificată după propunerile casei de filme, a fost vizionată de reprezentanții Consiliului Culturii și Educației Socialiste la 5 septembrie. Cenzorii au solicitat eliminarea unor secvențe („țăranul care ară cu un plug tras de măgar, strada răscolită de șantier; muncitorii care joacă șeptic în dormitorul șantierului; momentele în care unele personaje consumă băuturi alcoolice”), cât și modificarea altora cu scopul de a scoate în evidență unele teme: „creșterea combativității personajului, exprimarea fermă a filozofiei sale de viață socialistă; înlocuirea secvențelor care ar putea să sugereze că acțiunea se petrece într-un sat vechi, realizându-se ambianța unui centru modern de sat, corespunzător actualelor sisteme de sistematizare rurală în zona de deal” etc. Cadrele noi au fost filmate la Domnești în săptămâna 10–17 septembrie 1977.
Într-un interviu ulterior, Stere Gulea a afirmat că a fost prima dată pentru el când a cunoscut acțiunea cenzurii. Fiind primul său lungmetraj, el a acceptat „propagandizarea” filmului, introducând secvențe filmate ulterior (în proporție de 20-30%) în varianta finală. El a regretat că a acceptat acele compromisuri, dar a declarat că nu prea avea de ales. După vorbele sale, „filmul însuși a pierdut din unitate din cauza refilmărilor cu rol propagandistic. N-a fost bine ca am acceptat aceste lucruri. (...) Cinstit vorbind, nu prea aveai de ales. Nu vreau să-mi găsesc astfel circumstanțe atenuante. Era primul film, aveam toate șansele să nu-l mai fac pe al doilea”.
După realizarea modificărilor cerute, Miu Dobrescu a dispus în ședința Consiliului Culturii și Educației Socialiste din 17 octombrie ca filmul să fie definitivat pentru difuzarea în cinematografe. Copia standard a fost finalizată la 15 octombrie 1977. Cheltuielile de producție s-au ridicat la 3.332.000 lei.

## Recepție
Filmul Iarba verde de acasă a fost vizionat de 1.645.605 de spectatori la cinematografele din România, după cum atestă o situație a numărului de spectatori înregistrat de filmele românești de la data premierei și până la data de 31.12.2007 alcătuită de Centrul Național al Cinematografiei.
Recenziile acestui film au fost în general pozitive, deși unii autori au identificat un rol propagandistic al producției cinematografice. Într-un articol publicat în martie 1980, Constantin Pivniceru îl cataloga drept un film de „fină observație și devotată sinceritate”.
Jurnalistul Cristian Tudor Popescu, doctor în cinematografie și profesor asociat la UNATC, considera Iarba verde de acasă drept un film cu caracter politic și propagandistic al epocii comuniste, realizat potrivit indicațiilor lui Nicolae Ceaușescu, în care satul descris este „un univers fictiv, o Românie paralelă”. Profesorul Florian Potra susținea că mesajul real al filmului nu îl constituie întoarcerea la natură și alegerea satului ca loc de muncă, ci „necesitatea de a ne trăi viața cinstit, cu dragoste de muncă și de oameni, cu ochii ațintiți voltaire-ian mereu în direcția progresului”.
În Istoria filmului românesc (1897-2000) (Ed. Fundației Culturale Române, București, 2000), criticul Călin Căliman considera că Iarba verde de acasă este un film „de suflet”, „calm și liniștit, ca o șoaptă”. Stere Gulea a realizat filmul unei întoarceri într-o perioadă în care majoritatea oamenilor își dorea să plece în locuri unde ar fi putut să aibă parte de o viață mai bună. Motivul real al acestei întoarceri nu este însă refuzul compromisului, ci „iarba verde de acasă”, legătura cu locurile natale. Personajele tată și fiu au sensuri simbolice, fiind interpretate de Vasile Nițulescu și Florin Zamfirescu cu „un firesc de-a dreptul captivant”. O secvență cu un accentuat rol simbolic este trecerea coasei de la bătrânul obosit după o viață de muncă către tânărul întors acasă, un veritabil schimb de sarcini între două generații.
Criticul Tudor Caranfil a dat filmului două stele din cinci și a făcut următorul comentariu: „Un dascăl de matematici refuză locul călduț oferit, la oraș, de viitorul socru, pentru a se angaja la școala din satul natal, în a cărei viață se implică. O încercare de regăsire interioară descrisă de scenaristul Ioan Grigorescu, reușită doar fragmentar: prologul cu despărțirea de oraș și de iubită sau pledoaria în favoarea bătrânului director. Pr. II, Lublin – 1978.”

## Premii
Regizorul Stere Gulea a primit în anul 1977 Premiul Opera Prima al Asociației Cineaștilor din România (ACIN) pentru filmul Iarba verde de acasă. Filmul a trimis pentru selecție la Festivalul Internațional de Film de la Berlin din 1978 și a obținut Premiul II la Festivalul filmului cu tema „Omul, munca, creația” de la Lublin (1978).